# Golbahār-e Yūsefābād
Golbahār-e Yūsefābād (persiska: گلبهار يوسف آباد) är en ort i Iran.   Den ligger i provinsen Lorestan, i den centrala delen av landet, 300 km sydväst om huvudstaden Teheran. Golbahār-e Yūsefābād ligger 2 090 meter över havet och antalet invånare är 187.
Terrängen runt Golbahār-e Yūsefābād är kuperad åt sydväst, men åt nordost är den platt.Runt Golbahār-e Yūsefābād är det glesbefolkat, med 19 invånare per kvadratkilometer. Närmaste större samhälle är Cheshmeh Par, 7,9 km nordväst om Golbahār-e Yūsefābād. Trakten runt Golbahār-e Yūsefābād består i huvudsak av gräsmarker.